# Dagmara Nocuń
Dagmara Nocuń (* 2. Januar 1996 in Kolno, Polen) ist eine polnische Handballspielerin.

## Karriere

### Im Verein
Dagmara Nocuń spielte ab 2014 für den polnischen Erstligisten MKS Lublin, mit dem sie 2014/15 direkt die polnische Meisterschaft gewann. In der Saison 2015/16 wurde sie für eine Saison an den Ligakonkurrenten Olimpia-Beskid Nowy Sącz ausgeliehen. In ihrer Zeit bei MKS Lublin gewann sie den polnischen Pokal und mehrfach die polnische Meisterschaft. Weiter nahm sie mit Lublin auch jedes Jahr an einem internationalen Wettbewerb teil und konnte so den EHF Challenge Cup 2018 gewinnen und in der EHF Champions League und der EHF European League spielen. 2021 wechselte sie nach Deutschland zum Erstligisten TuS Metzingen. Mit Metzingen gewann sie 2024 den DHB-Pokal. In der Saison 2024/25 spielte sie beim rumänischen Erstligisten CS Gloria Bistrița-Năsăud. Anschließend wird sie sich dem montenegrinischen Erstligisten ŽRK Budućnost Podgorica anschließen.

### In Auswahlmannschaften
2013 nahm sie mit Polen an der U17-Europameisterschaft teil. Zudem nahm sie 2014 bei der U18-European Open teil. Sie hatte ihr Debüt in der polnischen A-Nationalmannschaft am 17. März 2017 gegen Belarus, wobei sie drei Treffer erzielte. Mit der Nationalmannschaft spielte sie bei der Europameisterschaft 2020, bei der Weltmeisterschaft 2021, bei der sie insgesamt 21 Tore erzielte, bei der Europameisterschaft 2022 sowie bei der Weltmeisterschaft 2023.